# キセニア

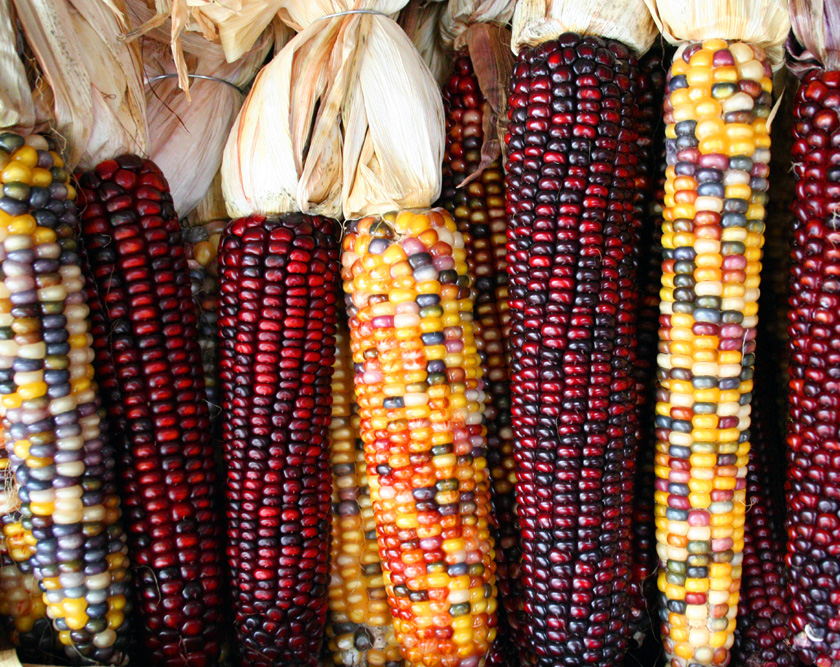
トウモロコシのキセニア現象

植物におけるキセニア（ キセニア現象としても知られる）は、受精植物の種子と果実に対する花粉の現象である。 この現象は、次世代への花粉による寄与とは別のものである。
この用語は1881年に植物学者のヴィルヘルム・オルバース・フォッケによって、種皮や果皮を含む母体組織への影響について言及するために提唱されたが、当時は胚乳は母体組織でもあると考えられており、この用語は胚乳の影響と密接に関連するようになった。後にメタキセニアという用語が作られ、純粋に母体組織への影響を表すのに使われることもある。

## 種子の胚乳効果
外来種の例の一つは、トウモロコシでは個々の花粉粒を介して対立遺伝子を分配することによって異なる色をつくることができることである。このようなトウモロコシの穂軸は装飾目的で栽培される。
最もよく知られているキセニアの例の1つは、個々の花粉粒を介して対立遺伝子を分配することによって、トウモロコシに作り出すことができるさまざまな色である。このようなトウモロコシの穂軸は装飾目的で栽培されている。
トウモロコシ種子の大部分を占める胚乳組織は、母植物によって生産されるのではなく、受精の産物であり、花粉によって運ばれる遺伝的要因はその色に影響を与える。たとえば、黄色の種子をもつ種は、劣性の対立遺伝子によって決定される黄色を持つかもしれない。優性対立遺伝子である紫色の種、劣性対立遺伝子である黄色の種をそれぞれ一部もつ紫の種子の品種から花粉を受けると、それによって得られる穂は黄色と紫色の種子をもつ。
モロコシの胚乳で影響を受ける品質には、でんぷん質、甘味、ワックス様、そしてその他の側面がある。

## 果実の成長効果

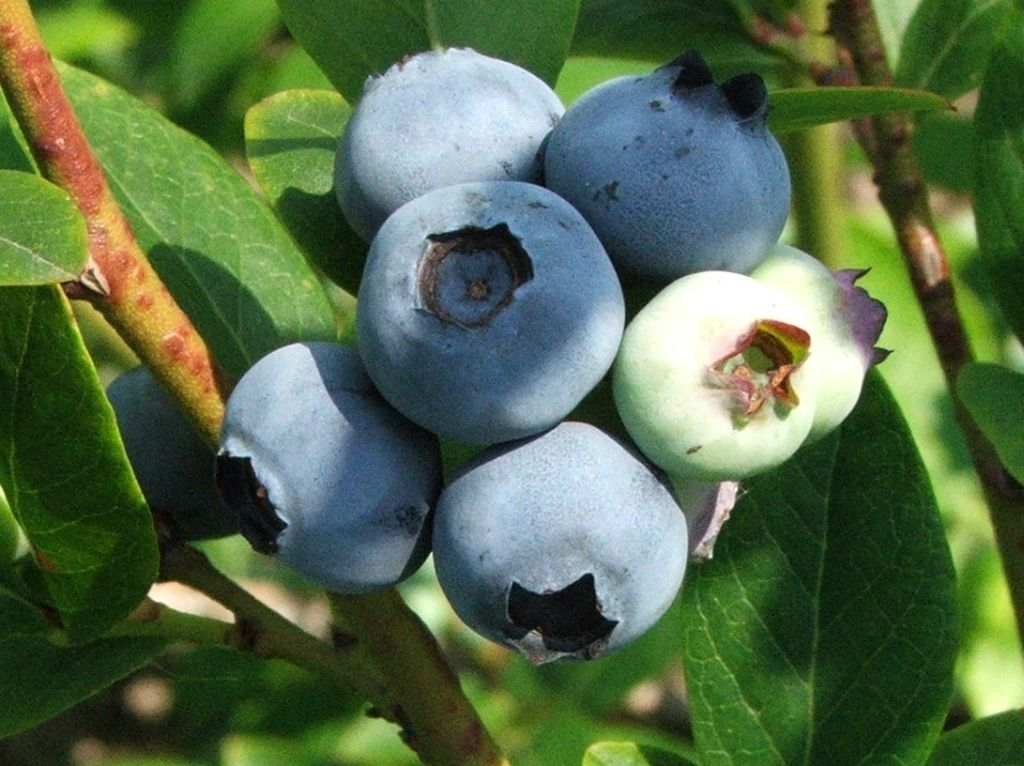
北部ハイブッシュ系の熟した果実

果実の内部で形成される種子の活力は、果実自体の成長に影響を与える。たとえば、果実が非同調的に成熟する2つの植物種(北部ハイブッシュ系とダウニー・シャッドブッシュ)では、種子の多い果実ほど早く成熟する。

## キセニアと遺伝子組み換え作物
遺伝子組換え作物(GM)由来の花粉に関する懸念があるため、雄性不稔型、特にトウモロコシについて検討されている。そして、受粉を確実にするために、雄性稔性の非GM植物をGM作物とともに育てる必要がある。ある場合には、2つの系統間の遺伝的差異に起因するキセニア現象が観察され、それは穀物収量を増加させ、このような混合物中で雄性不稔植物を成長させることを経済的に実行することができるようになる。